# Proletarskij (proletarskoje sielskoje posielenije)
Proletarskij (ros. Пролетарский) – chutor w Rosji, w Kraju Krasnodarskim, w rejonie korienowskim. W 2010 liczył 1537 mieszkańców.